# سيلفيو غازانيغا
سيلفيو غازانيغا (بالإيطالية: Silvio Gazzaniga)‏ من مواليد (23 يناير 1921 - 31 أكتوبر 2016)، وهو الذي صمم كأس بطولة كأس العالم عندما كان يعمل مع شركة سابيليمينتو أرتيستيكو بيرتوني، وقد تخرج غازانيغا من مدرسة بريرا، وهو من مشجعي نادي إيه سي ميلان.
وقد اُختير تصميمه من قبل الخبراء في 5 أبريل 1971، يبلغ طول الكأس 36 سم ووزنه 4.97 كيلو غرام، وهو مصنوع من ذهب 18 قيراط، ويكتب أسماء الفرق الفائزة بالكأس في القاعدة الذهبية للكأس، ويوجد مكان ل17 اسم، ويكتب كل اسم بلغة الفريق الفائز.
وقال غازانيغا عن التصميم: لقد أتى الإلهام لدي في تصميم هذا الكأس من شيئين، الرياضيون والعالم، وقد أبقيت هذين الشيئين في رأسي لكي أصنع منهما شيء يعبر عنهما، وقد صنعت اللاعب بشكل يجعله رجل منتصر وهو عملاق ينظر إليه الناس، وهو يجب أن يكون بطلا، ولكن على هذا البطل أن يتخطى الصعاب، وبعد تخطيه للصعاب يستحق الفوز بالكأس.
و قد صنع غازانيغا من ذلك الوقت كأس بطولة أمم أوروبا لكرة القدم (1972) وكأس السوبر الأوروبي (1973)، وكأس بطولة أوروبا تحت 21 سنة لكرة القدم.